# شعب إفرو-كاريبي
الشعب الإفرو-كاريبي أو الكاريبيون الأفارقة هم شعب كاريبي تعود أصولهم الكاملة أو الجزئية إلى إفريقيا. تنحدر غالبية الشعوب الإفريقية الكاريبية الحديثة من الأفارقة (في المقام الأول من وسط وغرب أفريقيا) الذين جلبوا عبيد إلى منطقة البحر الكاريبي الاستعمارية عبر تجارة الرقيق عبر المحيط الأطلسي بين القرنين الخامس عشر والتاسع عشر للعمل في المقام الأول في مزارع السكر المختلفة وفي الأعمال المنزلية. الأسر. تشمل الأسماء الأخرى للمجموعة العرقية الكاريبيون السود، أو الأفرو، أو سود غرب الهند، أو سود جزر الأنتيل. مصطلح الأفرو كاريبي لم يصيغه سكان منطقة البحر الكاريبي أنفسهم ولكن أُستخدم لأول مرة من قبل الأمريكيين الأوروبيين في أواخر الستينيات.
السكان من أصل كاريبي إفريقي اليوم هم إلى حد كبير من أصول من غرب أفريقيا ووسط أفريقيا، وقد يكونون بالإضافة إلى ذلك من أصول أخرى، بما في ذلك الأصول الأوروبية والصينية وجنوب آسيا والهنود الأمريكيين، حيث كان هناك تزاوج واتحادات واسعة النطاق بين شعوب منطقة البحر الكاريبي على مر القرون.
على الرغم من أن معظم الأشخاص الكاريبيين من أصل أفريقي لا يزالون يقيمون اليوم في الدول والأقاليم الكاريبية الناطقة بالإنجليزية والفرنسية والإسبانية، إلا أن هناك أيضًا أعدادًا كبيرة من شتات الشعب الكاريبي الإفريقي في جميع أنحاء العالم الغربي، وخاصة في الولايات المتحدة وكندا والمملكة المتحدة وفرنسا وهولندا. شعوب الكاريبي هي في الغالب من الديانة النصرانية، على الرغم من أن البعض يمارس ديانات ذات جذور إفريقية أو ديانات توفيقية، مثل السانتيرية والفودو ووينتي. يتحدث العديد منهم اللغات الكريولية، مثل الكريولية الهايتية، أو الكريولية الجامايكية، اللغة السرانانية، وكريولية سانت لوسيان، أو البابيامنتو.
برز من كل من سكان الوطن والشتات عددًا من الأفراد الذين كان لهم تأثير ملحوظ على المجتمعات الأفريقية والكاريبية والغربية الحديثة؛ ومن بينهم نشطاء سياسيون مثل ماركوس غارفي وسي إل آر جيمس؛ والعديد من الكتاب والمنظرين مثل إيمي سيزير وفرانتس فانون؛ والقائد العسكري ورجل الدولة الأمريكي كولن باول؛ ومن الرياضيين مثل يوسين بولت، وتيم دنكان، وديفيد أورتيز؛ ومن الموسيقيين بوب مارلي ونيكي ميناج وريانا.